# Tinker-Gletscher
Der Tinker-Gletscher ist ein etwa 40 km langer Gletscher im ostantarktischen Viktorialand. Er fließt aus dem zentralen Teil der Southern Cross Mountains in südöstlicher Richtung zur Wood Bay an der Borchgrevink-Küste, wo er in Form einer Gletscherzunge (74° 6′ S, 165° 2′ O) ausläuft.
Die Nordgruppe einer von 1962 bis 1963 durchgeführten Kampagne im Rahmen der New Zealand Geological Survey Antarctic Expedition benannte ihn nach Lieutenant Colonel Ronald Arthur Tinker (1913–1982), Leiter der Scott Base in dieser Zeit.